# Gönczy Pál

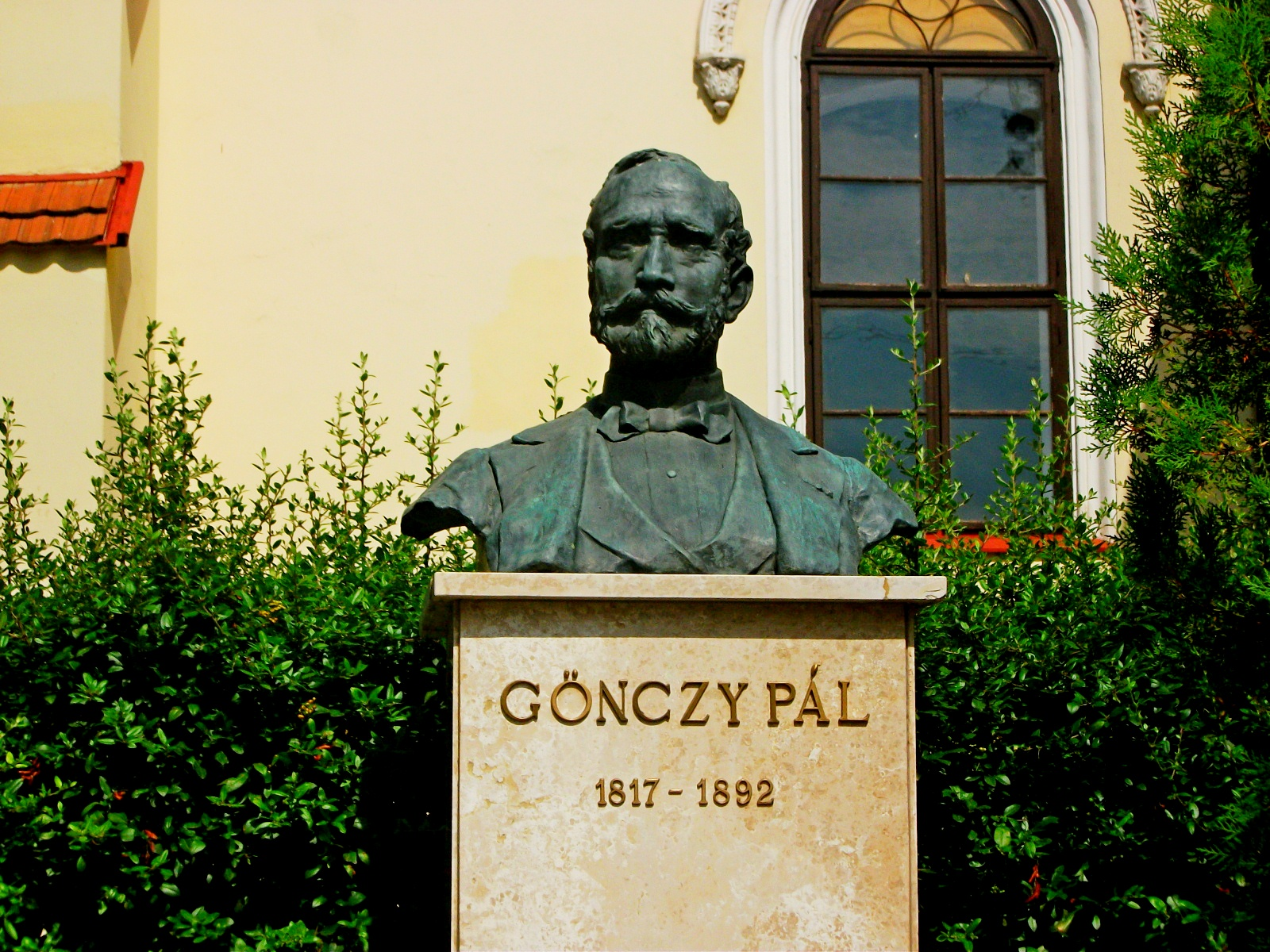
Gönczy Pál mellszobra Hajdúszoboszlón

Gönczy Pál (Hajdúszoboszló, 1817. december 26. – Karácsond, 1892. január 10.) magyar pedagógus, a magyar népoktatásügy kiemelkedő képviselője, az MTA tagja.

## Élete
Hajdúszoboszlón született, oda beköltözött Szabolcs megyei kálvinista nemes család sarjaként, ahol apja városi tanácsos volt. Az algymnasiumot szülővárosában járta; 1834-ben a debreceni kollegium felsőbb osztályaiba lépett; bölcseletet hallgatott és gyakorolta magát a természet utáni rajzolásban. Együtt járt iskolába Arany Jánossal.
Innét ment 1838 tavaszán Köbölkútra iskola-tanítónak. 1838-tól 1844-ig ugyanott a Saárossy és Gálospetriben a Dráveczky család fiai mellett nevelő volt; tanítványaival ismét visszament Debrecenbe, ahol Zákányt, a híres ábécé-szerzőt, és Vécseyt, a filozófust hallgatta. 1845-ben Karap Sándor váltótörvényszéki bíró és annak sógora, Diószegi Sámuel volt bécsi kereskedő társaságában Karap zeleméri pusztáján (Debrecen közelében) egy svájci mintára berendezett árvagyermek-nevelőintézetet állítottak; előbb azonban Gönczy a szükséges ismeretek megszerzése és az ügy tanulmányozása végett 1844-ben kiutazott Svájcba. Az intézet 1849-ig állott fenn, amikor azt a betört orosz hadsereg felszereléseivel együtt feldúlta.
Ekkor az érmelléki Kolyban egy kis birtokot szerzett, ahol nevelőintézetet nyitott. Itt kapta Pestről Szőnyi Pál meghívását, hogy tan- és nevelőintézeténél vállaljon segédigazgatói és tanári állást, így Gönczy 1850 őszén Pestre költözött.
1852 őszén Gönczy egy különálló tan- és nevelőintézetet alapított. 1837-ben tagja lett a reformátusok országos tanügyi bizottságának is, s ez időtől fogva élete végéig részt vett úgy az egyetemes református egyház, mint különösen a dunamelléki egyházkerület tanügyeinek vezetésében.
1858. december 15-én a Magyar Tudományos Akadémia megválasztotta levelező tagjának.
Török Pál dunamelléki szuperintendenssel szövetkezve, 1859-ben a fővárosban megalapították az református gimnáziumot; Gönczy a maga intézetét összes fölszereléseivel és tanerőivel együtt az egyház tulajdonába bocsátotta, ő maga az így alakított gimnázium igazgatását vállalta el. Igazgatósága alatt az iskolában tanított Csengery Antal, Brassai Sámuel, Gyulai Pál, Török Pál, Székács József.
1867. június 16-án báró Eötvös József a vallás- és közoktatásügyi minisztérium osztálytanácsosává nevezte ki, 1874-ben miniszteri tanácsossá lépett elő, 1888-ban pedig címzetes államtitkárrá neveztetett ki.
Gönczy Pál Trefort Ágoston minisztersége alatt a népoktatással foglalkozó ügyosztály vezetője, majd államtitkár volt. A közoktatási miniszter jelentéseinek népoktatásügyi része az ő tollából került ki és az ő eszméit vitték be azok a magyar népoktatásba. Az ezzel kapcsolatos tanterveket, rendeleteket ő dolgozta ki. Közvetlen vezetése alatt állt 64 tanfelügyelői hivatal, 24 tanítóképző intézet, 1500 iskola. Nagy érdemeket szerzett az iskolák anyagi helyzetének megalapozásában, az iskolai épületek létesítésében.
Tevékenyen részt vett a bécsi és a párizsi világkiállítás magyar osztályának rendezésében. 1888 májusában a nevelés- és tanügy terén való működésének ötvenedik évfordulóján az egész ország népoktatásának férfiai jubiláris ünnepélyt rendeztek tiszteletére. 1889 őszén nyugalomba vonult. Érdemeit ő felsége ekkor a főrendi házba való kinevezéssel jutalmazta. Ezentúl az év nagyobb részét falusi birtokán, Karácsondon töltötte. 
„Szenvedélyes s nem utolsó szakműveltségű gazda és kertész volt, ki botanikai tárgyú műveket írt. Karácsondon igen szép kertet létesített, e mellett üzleti dolgokkal is foglalkozva, házakat építtetett, vállalatokba bocsátkozott (…) az egyházi élet terén is (erős kálvinista volt mindvégig) nagyon sokat buzgólkodott”.
A Magyar Földrajzi Társaság egyik alapító tagja, rövid ideig a Füvészkert igazgatója, ahol ezernél több facsemete ültetésével járult hozzá a kert újjászületéséhez.
A természettudományi és a földtani társaságok, a protestáns irodalmi társaság és a Magyar Gazdasági Egyesület alapító tagja, a Szent István-rend és a Lipót-rend kiskeresztjének tulajdonosa, a III. osztályú Vaskorona-rend lovagja, a francia Becsületrend tisztje.

## Művei
- Vezérkönyv a növénytan tanítása és tanulására. Tanítók és öntanulók számára. Lüben után készítette. Pest, 1852. (Ism. M. Hirlap 18. 2. 832-838. sz.)
- Ürtani feladványok a körről, a melyeket a... nevelőintézetében adandó közvizsgálaton a III. gymnasiumi osztály növendékei feloldandanak. Pest, 1853.
- Oktatás a gyümölcs- és eperfa tenyésztésben. Vezérfonal a nép és népiskolák számára. A cs. kir. földmívelési és bányaügyi magas miniszterium által jutalmazott pályamunka. Pest, 1856. (2. bőv. kiadás. Budapest, 1881. 7. ?. bőv. kiadás Budapest, 1882. Ruménül Pap János által ford. Budapest, 1889.)
- Népiskolai szervezet, a reform. négy egyházkerületi iskolák választmánya megbízásából. Pápa, 1859.
- Két emlékbeszéd Melanchton Fülöp felett. Pest, 1860. (Ballagi Mór beszédével együtt.)
- Egy protestáns gymnasium terve. Pest, 1860. (Sebessi János álnévvel.)
- Útmutatás az eperfa- és selyemtenyésztés és a selyemgubó lemotollázására. Lelkészek, népiskolai tanítók és gazdák számára. Pest, 1860. (Németűl Jakab Istvántól.)
- Az eperfa- és selyemtenyésztésről Népiskolák számára. Pest, 1860. (Ugyanez németűl Jakab Istvántól, szerbűl és ruménűl. Pest, 1860.)
- Latin nyelvtan. Kézikönyv gymnas. és reáltanodák számára. I. folyam. Pest, 1861.
- Tanmódszeres vezérkönyv a latin nyelv tanítására. Pest, 1861.
- ABC. Vezérfonal az írva-olvasás tanítására. Pest, 1862. (2. kiadás 1863. 3. k. 1867. Pest.)
- Vezérkönyv az «ABC vezérfonal tanításához» cz. munkácskához. Pest, 1863.
- Rövid utasítás a selyemtenyésztésre a köznép számára. Pest, 1863.
- Pestmegye és tájéka viránya. Vezérfonal az e megyében vadon termő növények könnyű meghatározására a tanuló ifjuság és a füvészet kedvelők számára. Pest, 1864. (2. jav. kiadás. Bpest, 1879. Online)
- A magyar korona tartományai fali abrosza. Gotha, 1866. (Ehhez magyarázó jegyzetek).
- Felhívás népoktatási központi kör alakítására s ehhez alapszabályjavaslat. Pest, 1867. (Somssich Pállal együtt.)
- Európa fali abrosza. Gotha, 1868. (Ehhez magyarázó jegyzetek.)
- Vezérkönyv a magyar ÁBC és elemi olvasókönyv tanításához. Tanítók számára, a m. kir. vallás és közoktatási miniszter által koszorúzott pályamű. Buda, 1869. (Ujabb kiadások. Buda, 1877. és 1882.)
- Emlékirat Pest városához az iskolák rendezéséhez. Pest 1869.
- Magyar ABC és elemi olvasókönyv. Pest, 1870. (A m. kir. vallás- és közoktatásügyi miniszterium által jutalmazott pályamű, bőv. és jav. kiadás Pest, 1882.)
- Vezérkönyv az írva-olvasás tanításához. Pest, 1870.
- Fali olvasó táblák. Pest, 1870. (Jutalm. pályamű.)
- Földgömb (magyar nyelven.) Prága, 1870.
- Az iskolás gyermekek testi és szellemi épsége fentartásáról. Dr. Bock után magyar nyelvre ford. Pest, 1870.
- Természettani (physikai) fali táblák, 8 színezett lap. G. P. által írt külön «Magyarázó jegyzetek»-kel. Pest, 1870.
- Népiskolai épülettervek, magyarázó szöveggel. A vallás- és közoktatásügyi miniszter megbízásából. Pest, 1871.
- A természetrajz rendszeres átnézete. Vezérfonal Rasch K. természetrajzi tábláihoz. Ford. Pest, 1871.
- P. C. Geisler öt fali természetrajzi abroszához magyar szöveg. (Ford.) Pest, 1871.
- Magyarország kézi abrosza gyermekek számára. Gotha, 1871.
- Európa, Ázsia, Afrika, Észak-Amerika, Dél-Amerika, Ausztrália. (Fali és kézi térképek) Gotha, 1871. és Budapest, 1874. (Magyarázó jegyzetekkel.)
- Mérges növények. Hartlinger után. Pest, 1871. (Fali tábla szöveggel.)
- Utasítás a földgömb és tellurium ismertetésére és használatára népiskolai tanítók számára. Pest, 1872. (2. bőv. kiadás 1873. Ism. M. Tanügy, 3. bőv. k. 1886. Ugyanez németűl. Pest, 1873. ruménűl Kozma András ford. Bpest, 1882.)
- Az osztrák-magyar monarchia fali és kézi térképei. Pest, 1872.
- Az osztrák-magyar monarchia domború térképe. Berlin, 1872.
- Schotte sima és domború földgömbjei különféle átmérőkkel. Berlin, 1872.
- Európa kézi térképe iskolai használatra, (Ford.) Pest, 1872.
- Tellurium Planetarium. Berlin, 1872.
- A hazai feltűnőbb mérges növények leírása, hatása és ellenszerei. Magyarázó jegyzetek a Hartinger A. által kiadott és természethűn színezett mérges növények 14 fali táblájához, írta Nitsch Adolf. Magyar kivonatban közli. Bécs, 1873.
- Stieler iskolai atlasza. Berlin 1874. (Ford.)
- Emlékbeszéd Kovács Gyula fölött. Bpest, 1874. (Értekezések a term. tud. köréből V. 1.)
- Utasítás a métermértékek rendszere tanulására és tanítására. Egy színezett táblával népiskolai tanítók számára. Bpest, 1874. (Ugyanez más nyelveken is. 3. kiadás. Bpest, 1887.)
- Bopp Károly természettani (géptani) fali táblái. Magyar nyelvre ford. Bpest, 1880.
- Schneider képes atlasza: a természettudományi földrajz kézi atlasza, magyarra fordította G. P. és Hunfalvy János. Bpest, 1881.
- A kerti és mezei kártékony rovarok. Dr. Hoffmann Ernő és dr. Jäger Gusztáv után. Bpest, 1882.
- A mezei gazdaságra nézve hasznos és kártékony állatok. Dr. Hoffmann és dr. Jäger G. után. Bpest, 1882.
- Magyarország megyéinek fali és kézi térképei. Bpest, 1883-1890-ig (Mintegy 30 megyéről. Ism. Prot. Egyh. és Iskolai Lap 1890.)
- Tanulmányok. Bpest, 1888. (Életrajza Kis Árontól, Utazás Svájczban, naplójegyzetek 1844-ből és megjelent paedag. czikkei; kőnyom. arczk. és több rajzzal.)

Szerkesztette az Ifjuság Lapját 1853-1854-ben Pesten hetenként, 3 kötetben.